# Mönchskranich

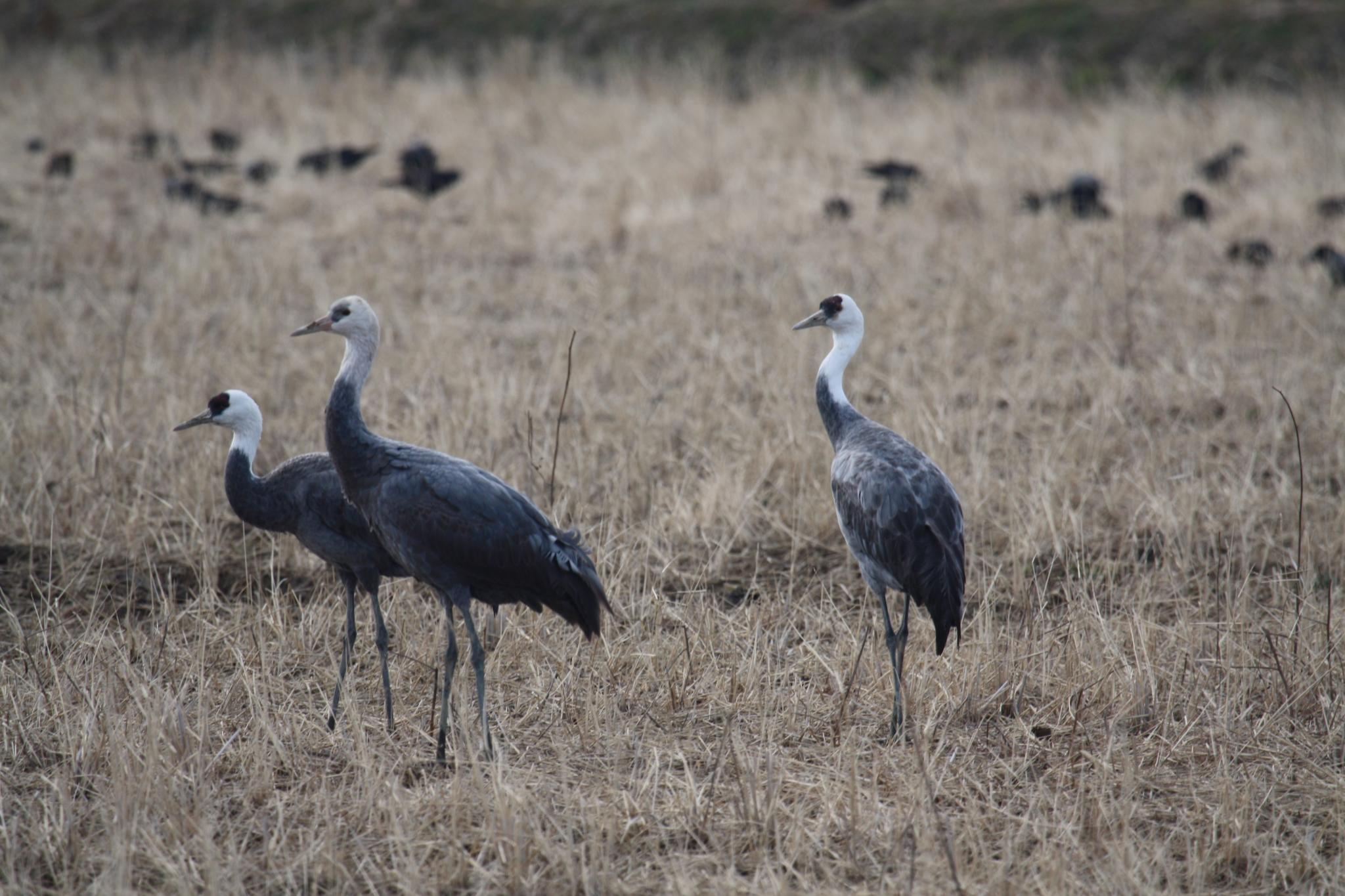
Mönchskraniche im japanischen Überwinterungsgebiet Kyushu

Der Mönchskranich (Grus monacha) ist ein kleiner Kranichvogel mit dunkelgrauem Gefieder. Der Oberhals und der Kopf sind weiß mit Ausnahme eines roten, federlosen Flecks am Scheitel.
Die Kranichart brütet im südlich-zentralen und südöstlichen Sibirien und wahrscheinlich auch in der Mongolei. 80 % der Mönchskraniche überwintern in Izumi und Shūnan. Weitere Überwinterungsgebiete liegen in Südkorea und China.
Der Gesamtbestand wird auf 9500 Tiere geschätzt. Die IUCN stuft den Mönchskranich als gefährdet (vulnerable) ein.

## Erscheinungsbild

### Merkmale adulter Mönchskraniche
Der Mönchskranich erreicht eine Körperhöhe von 100 bis 115 Zentimetern. Die Flügelspanne beträgt 170 bis 180 Zentimeter. Er wiegt durchschnittlich 2,5 Kilogramm. Weibchen bleiben in der Regel etwas kleiner als Männchen.
Es besteht weder ein auffälliger Geschlechtsdimorphismus noch ein Saisondimorphismus. Das Körpergefieder und die Flügel sind schiefergrau mit einem dunkelbraunen Anflug auf der Körperoberseite. Die Kopfseiten, der Hinterkopf und die Kehle sind weiß. Der Hals ist zu zwei Drittel gleichfalls weiß. Der unbefiederte Teil des Kopfes ist schwarz. Am Scheitel und am Hinterkopf befindet sich jeweils ein roter Fleck. Die Augen sind dunkelgelb bis orangebraun. Der Schnabel ist horngelb und wird zur Spitze hin dunkler. Die Beine sind schwarz.
Mönchskraniche bewegen sich außerordentlich unauffällig. Typisch ist ein langsames Vorwärtsbewegen, das immer wieder von einem Innehalten und aufmerksamen Betrachten der Umgebung unterbrochen ist. Die Beine werden beim Gehen hoch angezogen und nur langsam wieder ins Wasser getaucht. Der Körper des Vogels befindet sich beim Gehen in horizontaler Lage und der Kopf ist nach unten geneigt. Sichernde Vögel dagegen heben den Kopf an. Auf Grund ihres gut entwickelten Sehvermögens nehmen sie Menschen bereits auf eine Entfernung von 800 bis 1000 Metern wahr. Sie versuchen sich dann unbemerkt durch Weggehen zu entfernen oder fliegen sogar auf. Verglichen mit den im Sommer von Mitteleuropa bis Zentralasien vorkommenden Grauen Kranichen sind sie schweigsame Vögel. Mönchskraniche lassen sich jedoch gelegentlich gemeinsam mit ihrem Partnervogel hören. Diese unisonen Duette sind bis zu zwei Kilometer weit zu hören. Die Duette sind ein wichtiger Bestandteil des Paarbildungsprozesses, sie sind jedoch gelegentlich auch als Reviermarkierung und manchmal sogar bei der Brutablösung zu hören. Beim Rufen stehen die beiden Vögel parallel zueinander mit steil nach oben gereckten Hälsen, das Männchen hebt dabei den Ellbogenteil der halb ausgebreiteten Flügel.
Gelegentlich kommt es zu Hybriden zwischen Grauen Kranichen und Mönchskranichen. Diese sind etwas heller als Mönchskraniche. Ihr Hals ist fast bis zum Kopf grau.

### Erscheinungsbild der Jungvögel
Die Dunenjungen sind insgesamt braungelb. Vom Halsansatz bis zum Bürzel verläuft eine hellere Rückenmittellinie. Die Schultern sind gleichfalls etwas heller und heben sich vom übrigen Dunenkleid ab. Im Jugendkleid ist die Befiederung dunkelgrau mit dunkelbraunem Anflug. Die Stirn, die Kopfseiten und die Kehle sind hell lehmfarben. Der Scheitel und der Hinterkopf sind rotgelb. Die grauen Halsfedern weisen schmale lehmfarbene Säume auf.

## Verbreitungsgebiet

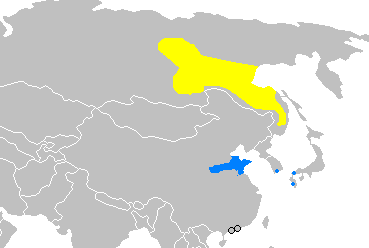
Verbreitungskarte: Gelb = Brutgebiete; Blau = Überwinterungsgebiete

Das Brutareal ist eng an die Lärchentaiga gebunden. Zu den gesicherten Brutgebieten gehört das mittelsibirische Hochland im Einzugsgebiet des Oberlaufs des Wiljui sowie das Olekma-Tschara-Hochland. Weitere Brutgebiete liegen im Einzugsbereich des Flusses Bikin im Bezirk Primorje und im unteren Amurgebiet. Offensichtlich noch nicht geschlechtsreife Mönchskraniche werden während der Brutzeit gelegentlich im Süden von West- und Mittelsibirien sowie im südlichen Transbaikalien angetroffen.
Mönchskraniche ziehen im Herbst unter anderem durch den Norden des Bezirks Irkutsk, durch Burjatien und den Süden des Bezirks Tschita. Von da aus ziehen sie über den Nordosten der Mongolei und Barga über die Innere Mongolei in die chinesische Provinz Hebei. Ein weiterer Teil der Population fliegt entlang der Ostseite des Großen Chignon über die mittlere Amurebene. Über die Halbinsel Korea wandern sie von da aus in die japanischen Überwinterungsgebiete. Wichtige japanische Überwinterungsgebiete sind die Inseln Honshū und Kyushu. Besonders zahlreich ist die Population, die in der Nähe der Stadt Idsuma auf Kyushu überwintert. Ihre Überwinterungsgebiete dort sind unter Schutz gestellt.
In ihren japanischen Überwinterungsgebieten erscheinen die Mönchskraniche Ende Oktober bis Anfang November. In den Brutgebieten im Gebiet Primorje erscheinen sie wieder zu Beginn April.

## Lebensraum

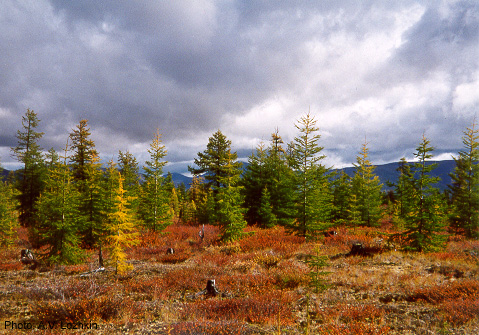
Dahurische Lärchen in der Kolyma-Region

Gut untersucht ist das Brutgebiet der Mönchskraniche in den Niederungen des Bikin. Dort brütet der Mönchskranich in Sphagnum-Moos-Hochmooren zwischen Bergkuppen in Höhenlagen zwischen 200 und 600 Metern. Das Unterholz dieser Region besteht aus bis zu zwei Meter hohen Strauchbirken und anderen Sträuchern, unter anderem Torfgränke, Porst, Trunkelbeere und Schwarzblättrige Weiden. Ein großer Teil ist von der kleinwüchsigen Dahurischen Lärche bestanden. An anderen niedrigen Pflanzen finden sich Moosbeeren, verschiedene schmalblättrige Seggen, Wollgras, Bitterklee und Sumpfschachtelhalm.
In den Überwinterungsgebieten in Japan verbringen Mönchskraniche die helle Tageszeit an den Nahrungsplätzen. Am Abend kehren sie zu den etwa zehn Kilometer entfernten Schlafplätzen zurück. Diese befinden sich entweder auf überschwemmten Reisfeldern oder auf offenen Hängen der umliegenden Berge.

## Nahrung
Mönchskraniche ernähren sich überwiegend pflanzlich. Einen großen Teil des Nahrung machen Beeren aus sowie Keime und Zweige von Wollgras und Blüten und Samen von Seggen. Sie fressen außerdem Amphibien. Im Winter besteht die Nahrung hauptsächlich aus Getreide.

## Fortpflanzung
Mönchskraniche werden in einem Alter von drei bis vier Jahren geschlechtsreif. Es sind monogame Vögel, die Paarbeziehung ist beständig.
Mönchskraniche treffen an ihren Brutplätzen ein, wenn dort noch etwas Schnee liegt. Das Revier wird offenbar nicht aggressiv verteidigt. Gelegentlich werden zwei bis drei fremde Mönchskraniche gemeinsam mit dem Männchen unweit des Nestes auf Nahrungssuche gesehen, während das Weibchen brütet.

### Nest
Das Nest findet sich unweit des Rands von offenem Zupf und wird meist inmitten der spärlichen Strauchvegetation angelegt. Die stabile Nistplattform wird aus Pflanzenmaterial in unmittelbarer Nähe des Neststandorts gebaut. Verarbeitet werden unter anderem Torfmoos, Wurzeln und Blätter von Irispflanzen, Schilf und verschiedene Seggen. Am Bau des Nestes sind beide Elternvögel beteiligt. Das Vollgelege umfasst zwei Eier. Diese haben eine langelliptische Form mit einem gut ausgeprägten stumpfen und spitzen Pol. Der Grundton ist dunkelbraungrau mit rotbraunen bis dunkelbraunen Flecken verschiedener Form und Größe.
Es brütet überwiegend das Weibchen. Es wird zu Beginn der Brut jeweils morgens und abends für 40 Minuten bis eine Stunde vom Männchen abgelöst. Dieses Verhalten ändert sich wenige Tage vor dem Schlupf der Jungen. Ab dann verbringen beide Elternvögel gleich viel Zeit mit dem Brutgeschäft, wobei das Männchen gewöhnlich tagsüber und das Weibchen nachts auf dem Nest sitzt.

### Aufzucht der Jungvögel
Die Jungen schlüpfen in der dritten Maidekade. Der Schlupf dauert etwa 24 Stunden, die beiden Jungvögel schlüpfen im Abstand von einem Tag. Ihr Gewicht am ersten Lebenstag beträgt zwischen 85 und 93 Gramm. Eine Nestlingskonkurrenz zwischen den beiden Jungvögeln wird nicht beobachtet.
Das zuerst geschlüpfte Junge verlässt am dritten Tag das Nest und wird dann vom Männchen betreut. Am vierten Tag schließt sich das zweite Junge begleitet vom Weibchen an. Im Alter von einer Woche befindet sich die Familiengruppe bereits etwa zwei Kilometer vom Nest entfernt. Danach durchstreifen sie das gesamte Brutgebiet. Sie verbleiben in dem Revier bis etwa Mitte August.

## Bestand
Der Bestand der Mönchskraniche wird auf rund 11.600 geschlechtsreife Individuen geschätzt. Diese nutzen zwar ein sehr großes Brutareal, sie überwintern jedoch in weniger als zehn unterschiedlichen Regionen, die gemeinsam nur eine kleine Fläche einnehmen. In den meisten dieser Überwinterungsgebiete ist die Zahl der beobachteten Vögel zurückgegangen. Die IUCN geht davon aus, dass dieser Rückgang weiter anhalten wird.
Die Hauptbedrohung der Art ist der Verlust geeigneter Überwinterungsplätze in China und Südkorea. Die durch Zufütterung künstlich hoch gehaltene Zahl der in Izumi überwinternden Vögel beinhaltet das Risiko, dass eine diese Population treffende Epidemie oder andere Katastrophe sich signifikant auf den weltweiten Bestand auswirkt.

## Belege

### Einzelbelege
1. 1 2  IUCN Website zum Mönchskranich, aufgerufen am 1. Juni 2013
2. 1 2  Potapov & Flint, 1989, S. 222.
3. 1 2 3  Potapov & Flint, 1989, S. 225.
4. 1 2  Potapov & Flint, 1989, S. 227.
5. 1 2  Potapov & Flint, 1989, S. 223.
6. 1 2 3 4 5  Potapov & Flint, 1989, S. 224.